# Дерябіно (Верхотурський міський округ)
Деря́біно (рос. Дерябино) — село у складі Верхотурського міського округу Свердловської області.
Населення — 358 осіб (2010, 404 у 2002).
Національний склад населення станом на 2002 рік: росіяни — 98 %.